# Elke Bogemans
Elke Bogemans (22 juni 1977) is een voormalig atlete uit België. Zij was gespecialiseerd in de sprint en het hordelopen. Zij nam eenmaal deel aan de Europese kampioenschappen en veroverde op drie verschillende onderdelen acht Belgische titels. 

## Biografie
Bogemans werd in 1994 voor het eerst Belgisch indoorkampioene op de 200 m. Om de concurrentie met leeftijdsgenote Kim Gevaert te ontlopen, legde ze zich toe op de 400 m horden. Daar stuitte ze meestal op Ann Mercken.
Pas in 2007 veroverde Bogemans een tweede Belgische indoortitel op de 200 m. Tussen 2007 en 2010 werd ze vier opeenvolgende keren Belgisch kampioene op de 400 m. Tijdens de Nacht van de Atletiek kon ze zich op de 4 x 400 m plaatsen voor de Europese kampioenschappen in Barcelona. Daar werd de Belgische ploeg in de series kansloos uitgeschakeld.  In 2011 werd ze nog Belgisch indoorkampioene op de 400 m.

### Clubs
Bogemans was aangesloten bij AC Waasland.

## Belgische kampioenschappen
Outdoor
| Onderdeel | Jaar                   |
| --------- | ---------------------- |
| 400 m     | 2007, 2008, 2009, 2010 |

Indoor
| Onderdeel | Jaar             |
| --------- | ---------------- |
| 200 m     | 1994, 2007, 2008 |
| 400 m     | 2011             |

## Persoonlijke records
Outdoor
| Onderdeel    | Prestatie | Datum        | Plaats  |
| ------------ | --------- | ------------ | ------- |
| 400 m        | 52,97 s   | 18 juli 2010 | Brussel |
| 400 m horden | 57,22 s   | 19 juli 1998 | Brussel |

Indoor
| Onderdeel | Prestatie | Datum           | Plaats |
| --------- | --------- | --------------- | ------ |
| 300 m     | 38,95 s   | 23 januari 2010 | Gent   |
| 400 m     | 54,79 s   | 2010            |        |

## Palmares

### 200 m
- 1994:  BK indoor AC - 24,06 s
- 1995: 6e ½ fin.  EK junioren in Nyiregyhaza - 24,54 s
- 1995:  BK indoor AC - 24,42 s
- 1995:  BK AC - 24,10 s
- 1996:  BK AC - 24,31 s
- 1998:  BK indoor AC - 24,37 s
- 2007:  BK AC - 24,26 s
- 2008:  BK AC - 24,45 s
- 2009:  BK AC - 24,44 s
- 2009:  BK AC - 24,03 s
- 2010:  BK indoor AC - 24,06 s

### 400 m
- 1999:  BK indoor AC - 54,88 s
- 2000:  BK indoor AC - 55,38 s
- 2007:  BK AC - 54,42 s
- 2008:  BK AC - 54,10 s
- 2009:  BK AC - 53,56 s
- 2010:  BK AC - 52,97 s
- 2011:  BK indoor AC - 54,90 s
- 2011:  BK AC - 55,00 s
- 2013:  BK indoor AC - 57,12 s

### 400 m horden
- 1997:  BK AC - 60,49 s
- 1998:  BK AC - 57,22 s
- 1999:  BK AC - 57,44 s
- 1999: 6e ½ fin. EK U23 in Göteborg - 58,33 s
- 2000:  BK AC - 58,37 s

### 4 x 100 m
- 1995: 5e EK junioren in Nyiregyhaza - 46,29 s

### 4 x 400 m
- 2010: 7e reeks EK in Barcelona – 3.37,56